# حسین‌آباد (بخش مرکزی دلفان)
حسین‌آباد یک روستا در ایران است که در دهستان نورآباد شهرستان دلفان واقع شده‌است. حسین‌آباد ۳۱۸ نفر جمعیت دارد.